# Johan Eneberg
Johannes (Johan) Eneberg, född 20 juni 1819 i Lyckeby, Lösens socken, död 4 juni 1896 i Karlskrona, var en svensk målarmästare och dekorationsmålare.
Han var från 1845 gift med Katarina (Karin) Halén, svärfar till August Strehlenert och morfar till skalden Anders Österling.
Eneberg dekorerade 1857 ett rum på Vedeby gård i Augerums socken på uppdrag av konsul Gustaf Petterson. Målningen som är utförd med temperafärg på tunt papper avbildar gårdens 1763 uppförda mangårdsbyggnad och Petterson med frun Sophie i en droska på gårdsplanen. Åtskilliga andra motiv i målningen är hämtade från Blekinge. Människor som förekommer är klippta från illustrerade journaler, på en smal väg i en blekingsk dunge rider dåvarande kronprinsen, sedermera kung Karl V. Eneberg skrev även tillfällighetsvers varav en del publicerades i Carlskrona Weckoblad. 